# Gaston Bouniols
Gaston Bouniols, né le 1er mars 1872 à Montcuq (Lot) et mort le 16 août 1934 à Molières (Tarn-et-Garonne), est un homme politique et diplomate français. Il fut maire de Molières, président du conseil général de Tarn-et-Garonne de 1928 à 1934 et sénateur de ce département en 1934.

## Biographie

### Jeunesse et études
Gaston Bouniols naît à Montcuq le 1er mars 1872 dans une famille originaire de Molières. Son grand-père, Louis Bouniols, valet de pied de Jacques de Molières au château d'Espanel (commune de Molières), hérita de cette demeure après la mort sans descendant de son employeur en 1862. Son père, Jean Louis Bouniols (25 juin 1839 - 5 juin 1895) mena une carrière de sous-préfet sous la IIIe République : successivement sous-préfet de Millau (du 16 au 30 janvier 1871), de Saint-Affrique (du 30 janvier au 13 mai 1871), de Florac (du 13 mai 1871 au 31 janvier 1874) puis sous-préfet de Lure (du 28 février au 25 mars 1882), de Saint-Pons (du 25 mars 1882 au 9 juillet 1890), de Lavaur (du 9 juillet 1890 au 5 mars 1895) et Figeac (du 5 mars au 5 juin 1895). Il meurt en fonction à ce dernier poste.
Gaston Bouniols fit ses études secondaires à Toulouse puis étudia le droit à la faculté de Paris et l’École libre des sciences politiques avant de soutenir sa thèse de doctorat intitulée « Les rapports des communes et des fabriques, étude de droit, de jurisprudence et de législation » le 19 juin 1896. 

### Parcours professionnel
En 1898, il dirige le cabinet de Charles de Freycinet au ministère de la Guerre, puis il devient directeur du ministère du Commerce jusqu'en 1913 où il intègre le corps diplomatique. Il réside alors au 21 rue de Lübeck à Paris. Nommé ministre plénipotentiaire auprès du Gouvernement serbe en 1913, il était en poste à Belgrade lorsqu'éclata la Première guerre mondiale et suivit le gouvernement serbe à Niš puis, après l'occupation de la ville par l'armée bulgare en octobre 1915, dans son exil au Monténégro et en Albanie. Depuis Paris, sa femme, Louise-Olga, est trésorière du "Comité des Dames Serbes de Paris", organisation caritative chargée de lever des fonds en France pour la Serbie. Rentré en France, il fut nommé à la Commission des réparations et affecté à la répartition de la dette de l'Empire austro-hongrois, fonctions qu'il exerça jusqu'à son élection comme maire de Molières en 1925.
Lors des élections municipales de 1925, il est élu maire de Molières le 17 mai. Le 29 juillet de la même année, il est élu conseiller général du canton de Molières. Battu à une élection législative partielle en Tarn-et-Garonne où il s'était présenté sous l'étiquette de radical indépendant en 1926, il fut nommé président du Conseil général le 24 octobre 1928, fonction qu'il exerça jusqu'à sa mort. Il adhéra au parti radical-socialiste cette même année.
Compromis dans l'affaire Stavisky, le sénateur Auguste Puis démissionna et Gaston Bouniols fut alors élu sénateur de Tarn-et-Garonne par 329 voix sur 417 votants, au premier tour de scrutin le 29 juillet 1934. Il ne siégea toutefois jamais puisqu'il mourut le 16 août à la suite d'une attaque cardiaque dans son château de Molières, avant même que son élection ne fût validée. Le président du Sénat Jules Jeanneney lui rendit hommage lors de la séance du 8 novembre 1934 : "Nous savions son passé laborieux, son talent, son caractère. Nous nous félicitions d'avoir à l'accueillir bientôt. Sa mort nous a peinés et nous cause grand regret". Ses obsèques furent célébrées le 18 août 1934 à Montauban.
Sa veuve, Louise-Olga, mourut quelques années plus tard dans son domicile parisien du 26 cours Albert-Ier le 10 novembre 1940. Elle légua le château d'Espanel à Édouard Berthoud qui le vendit en 1968.

## Décorations
- Commandeur de la Légion d'honneur (1925)

## Œuvres
- Les rapports des communes et des fabriques, étude de droit, de jurisprudence et de législation : thèse pour le doctorat soutenue le 19 juin 1896 par M. Gaston Bouniols, Paris : A. Pedone, 1896, 234 pages.
- A Propos des conseils de guerre, Paris : A. Pedone, 1907, 63 pages.
- La Suppression des conseils de guerre, Paris : A. Pedone, 1907, 528 pages.
- L'Abrogation de la loi Falloux, Paris : A. Pedone, 1907, 44 pages.
- Les Précurseurs. Histoire de la Révolution de 1848, Paris : Delagrave, 1918, 448 pages.
- Thiers au pouvoir (1871-1873): texte de ses lettres annoté et commenté par Gaston Bouniols, Paris : Delagrave, 1921, 358 pages.

Il publia également plusieurs articles sur les finances locales dans la Revue bleue.